# Yves Joly
Pour les articles homonymes, voir Joly.
Yves Joly, né le 11 octobre 1908, à Troarn, dans le Calvados, décédé le 24 mai 2013 à Figanières (Var), est un marionnettiste français, mais aussi un scénographe, un metteur en scène, et un comédien.

## Biographie
Yves Joly est contraint de quitter l'école et de travailler très jeune, multipliant les petits métiers. À la faveur d'une rencontre avec Olivier Hussenot, il quitte une activité de photographe (qu'il exerce sous le pseudonyme de J. Raphe) pour entrer en 1935 dans la troupe  des Comédiens routiers, une troupe issue d'un mouvement de jeunesse, les Scouts de France, et fondée par Léon Chancerel. Il y apprend le mime, l’expression corporelle et l’improvisation sur le jeu classique. Mais il ne se contente pas d'être comédien et il fait bénéficier sa compagnie de ses talents d'artisan, participant à la fabrication des masques, des décors, etc.. 
Il découvre l'art de la marionnette à l'exposition internationale de 1937. Grâce à l'aide de Léon Chancerel, il se documente sur cet art et ébauche une première marionnette, le tailleur Petit-Fil. Il se marie également, en 1937, avec une jeune femme de la troupe des Comédiens Routiers, Hélène Charbonnier. Mobilisé en 1939, il est fait prisonnier en 1940 puis est libéré. Il rejoint à nouveau Léon Chancerel, installé à Toulouse, et gagne sa vie en participant à des spectacles ou en animant des stages d'art dramatique ou de marionnettiste. 
À la fin de la Seconde Guerre mondiale, il crée sa compagnie, Les marionnettes Yves Joly, et remplace les décors traditionnels par un fond noir faisant ressortir les formes et les couleurs des marionnettes. Les spectacles Manipulation à vue, Silhouettes de carton dans Bristol, Histoires sans parole, sont bien accueillis. Dès 1948, la troupe est récompensée en remportant le concours des jeunes compagnies théâtrales, ex-æquo avec celle d'Hubert Gignoux. C'est la première fois que les marionnettes sont ainsi récompensées et cette double palme à Joly et Gignoux constitue une reconnaissance de cet art comme un art théâtral à part entière. À partir de 1949, la compagnie des Marionnettes Yves Joly se produisent au cabaret La Rose Rouge lorsque celui-ci rouvre rue de Rennes,. Durant les années 1950, Yves Joly joue également régulièrement au cabaret L'Écluse, quai des Grands-Augustins, dans le 5e arrondissement de Paris  ou dans d'autres lieux. Il réalise également des courts métrages d'animation pour la publicité et anime le Bal des Ombres dans le film Goha.
Loin du Grand guignol, Yves Joly se distingue par des compositions épurées et originales. Ses spectacles en cabaret peuvent être ainsi exécutées simplement à mains nues ou gantées, comme Les mains seules en 1948 et 1949, Ivresses en 1950,  Jeux de cartes en 1952, ou encore Profondeur sous-marine, joué sur une musique d'Erik Satie. Il peut utiliser des parapluies comme métaphores de l'être humain, tel ce spectacle relaté par le journal Le Monde en 1954, avec une jeune ombrelle se faisant faire la cour par un parapluie, sous l’œil sévère puis attendri de deux grands « pépins » noirs. Dans la Tragédie de papier créée en 1957, il part de simples feuilles de papier bristol. Un visage en forme de croissant, avec deux légères fentes pour marquer les yeux, posé horizontalement sur la silhouette à peine ébauchée d'un corps lui suffise pour évoquer une silhouette humaine, à plat. Dans le spectacle La Noce, les personnages sont des tubes cartonnés habillés de quelques traits. La presse salue son travail. En 1958, Yves Joly obtient une reconnaissance internationale en recevant le Grand Prix d'originalité et de fantaisie, avec la médaille d'or, au Festival Mondial des marionnettes de Bucarest, organisé par Margareta Niculescu et réunissant des compagnies de 16 pays. La troupe est dès lors invitée dans le monde entier.
Yves Joly s'investit également dans l'organisation de la profession en obtenant la présidence du Syndicat national des marionnettistes professionnels. En 1970, il est l'un des fondateurs d'un Centre national de la marionnette. Il participe comme comédien à quelques films : On a volé la mer de Jean Salvy, en 1961, ou encore Au fil des Jours : Voici des fruits... des fleurs..., d'Aimée Mortimer, en 1970. En 1976, à la suite de la mort de son épouse, Yves Joly interrompt son travail avec sa troupe, dont il laisse la direction à Renée Citron qui l'accompagne dans ses créations depuis 1964, et se consacre, à 68 ans, à la peinture. Il décède le 24 mai 2013, à l’âge de 104 ans.

### Webographie
- Ressources relatives au spectacle :   - Les Archives du spectacle
  - Portail des arts de la marionnette
- « La Noce, par la compagnie Yves Joly. », sur le site Portail des arts de la marionnette.
- « La Tragédie de papier, par la compagnie Yves Joly. », sur le site Portail des arts de la marionnette.
- « Compagnie Yves Joly. », sur le site de l'Institut national de l'audiovisuel.